# 劳哈
劳哈（德語：Laucha，發音：[ˈlaʊxa] ⓘ）是德国图林根州哥达县曾经的一个市镇，面积6.65平方千米，2010年12月31日人口为549人。2011年12月1日，劳哈与另外9个市镇合并为新市镇赫瑟尔。